# Ala I Bosporanorum
Die Ala I Bosporanorum (deutsch 1. Ala der Bosporaner) war eine römische Auxiliareinheit. Sie ist durch Militärdiplome und Inschriften belegt. In einigen Inschriften wird sie als Ala Bosporanorum bezeichnet, in dem Militärdiplom von 144 als Ala I Gallorum und in dem Diplom von 158 als Ala I Gallorum et Bosporanorum.

## Namensbestandteile
- Ala: Die Ala war eine Reitereinheit der Auxiliartruppen in der römischen Armee.

- I: Die römische Zahl steht für die Ordnungszahl die erste (lateinisch prima). Daher wird der Name dieser Militäreinheit als Ala prima .. ausgesprochen.

- Bosporanorum: der Bosporaner.

- Gallorum et Bosporanorum: der Gallier und Bosporaner. Die Ala der Bosporaner wurde in Dakien vermutlich mit einer Ala der Gallier zusammengelegt.[1]

Da es keine Hinweise auf den Namenszusatz milliaria (1000 Mann) gibt, war die Einheit eine Ala quingenaria. Die Sollstärke der Ala lag bei 480 Mann, bestehend aus 16 Turmae mit jeweils 30 Reitern.

## Geschichte
Die Ala war in den Provinzen Syria, Moesia, Pannonia superior und Dacia superior (in dieser Reihenfolge) stationiert. Sie ist auf Militärdiplomen für die Jahre 112 bis 179 n. Chr. aufgeführt.
Die Einheit hielt sich um 53/54 in Syria auf, wie aus der Inschrift (AE 1969/70, 653) hervorgeht. Vermutlich unter Vespasian wurde sie an die Donaugrenze verlegt, wo sie wahrscheinlich in Moesia stationiert war. Um 100 wurde die Ala dann nach Pannonia superior verlegt.
In Pannonia superior ist sie erstmals durch ein Diplom nachgewiesen, das auf 112 datiert ist. In dem Diplom wird die Ala als Teil der Truppen (siehe Römische Streitkräfte in Pannonia) aufgeführt, die in der Provinz stationiert waren. Weitere Diplome, die auf 113 bis 116 datiert sind, belegen die Einheit in derselben Provinz.
Zwischen 116 und 136/138 wurde die Einheit nach Dacia superior verlegt, wo sie erstmals durch ein Diplom nachgewiesen ist, das auf 136/138 datiert ist. In dem Diplom wird die Ala als Teil der Truppen (siehe Römische Streitkräfte in Dacia) aufgeführt, die in der Provinz stationiert waren. Weitere Diplome, die auf 144 bis 179 datiert sind, belegen die Einheit in derselben Provinz.

## Standorte
Standorte der Ala in Pannonia waren möglicherweise:
- Odiavum

Standorte der Ala in Dacia waren möglicherweise:
- Cristești: Ziegel mit verschiedenen Stempeln wie ALE BOSPO (CIL 3, 12630) bzw. AL BO, AL BOS, AL BOSPOR (IDR-03-04, 154 bis 157) wurden hier gefunden.
- Micia: Die Inschriften von Caius Valerius Gracilis und Claudius Sosius wurden hier gefunden.

## Angehörige der Ala
Folgende Angehörige der Ala sind bekannt:

### Kommandeure
| - Gaius Caristanius Fronto, ein Präfekt - Gaius Valerius Gracilis, ein Präfekt (CIL 3, 1344) - Cl(audius) Sosius, ein Präfekt (AE 1930, 12) - Licinius Nigrinus: er wird auf dem Diplom von 158 als Kommandeur genannt. | - Marcus Licinius Rufus, ein Präfekt - Q(uintus) Caec[ili]us Cae[ci]lian[us], ein Präfekt (AE 1967, 402) - Titus Rutilius Varus, ein Präfekt |

### Sonstige
| - Blandu[s], ein Reiter (AE 1925, 70) - Firmi[cus] Florentinus, ein Decurio (CIL 3, 7888) - Heptapor, ein Soldat: das Diplom von 158 wurde für ihn ausgestellt. | - Scaurus, ein Reiter (CIL 3, 6707) - Tutor Silvan[us], ein Reiter (CIL 3, 1197); er war auch Soldat der Ala I Illyricorum. |